# Serraventosa
Serraventosa est un relief de 605 m de l'île d'Elbe, en Toscane, en Italie, sur lequel on trouve une sépulture rupestre datée de l'Âge du bronze récent. Le site se trouve dans la zone du Mont Capanne, dans l'ouest de la commune de Marciana.

## Historique

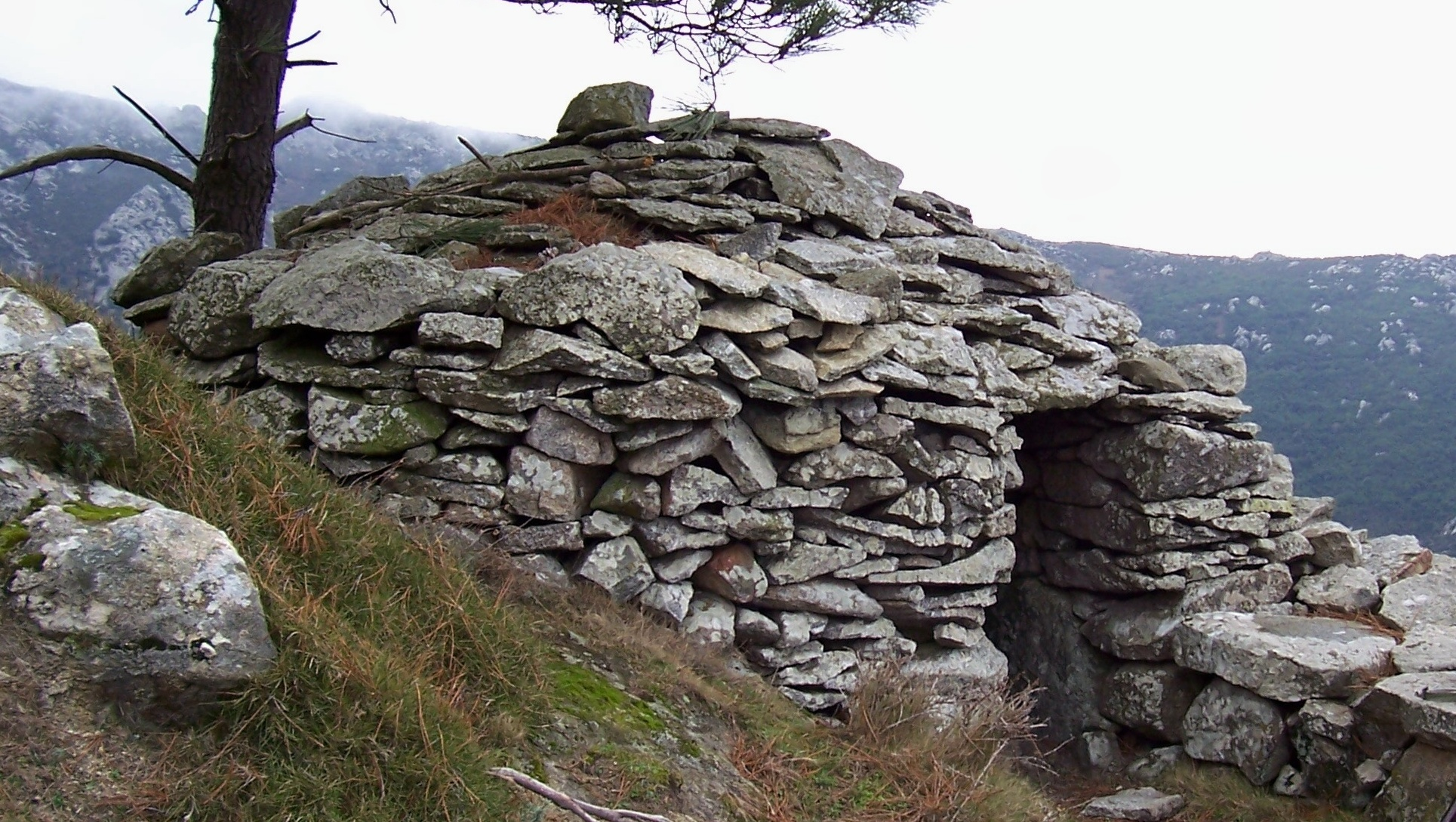
Caprile dei Colli, le domolito le plus ancien de l'île d'Elbe (fin du XIXe siècle, construit par le berger Pietro Anselmi).

Dans cette zone, caractérisée par la présence de quelques Caprile elbano (it) (structure pastorale typique de l'île d'Elbe construite en granodiorite) utilisées par le berger de Marciana Oreste Anselmi (1886-1964), a été découverte en 1986 une sépulture rupestre dans un abri sous roche connu au moins depuis 1820 sous le nom de Grotta di Giuliano.

## Vestiges archéologiques
La tombe a livré un bol en céramique tronconique, un pot, un chaudron à lait, une fibule en bronze et quelques coquillages (Murex et Patella), probablement utilisés comme réserve de nourriture pour le défunt. 
On a émis l'hypothèse que la tombe a été réutilisée à plusieurs reprises, entre le début du XIe et le début du IXe siècle av. J.-C.

## Conservation
Les artéfacts trouvés sur le site sont conservés au Musée archéologique de Marciana (it).

## Alentours
À une altitude plus élevée se trouve Caprile dei Colli, la plus ancienne cabane en pierre de l'île, construite par le berger Pietro Anselmi avec son fils Oreste à la fin du XIXe siècle.